# Akkad
Akkad var en stad och ett kulturområde mellan städerna Sippar och Kish i mellersta Mesopotamien (nuvarande Irak) under forntiden. Det var även känt som Agade. Det Akkadiska imperiet bestod omkring 2300–2200 f.Kr. och omfattade då hela Mesopotamien. Akkaderna var ett semitiskt folk vars språk akkadiska senare blev helt dominerande i regionen.

## Folk och språk
Akkaderna var ett semitiskt folk som befolkade mellersta Mesopotamien under det tredje årtusendet f.Kr. De äldsta spåren av akkaderna är semitiska namn på personer, vilka förekommer i sumeriska texter. Från tiden för det Akkadiska imperiet är det akkadiska språket väl belagt i texter skrivna med kilskrift. Akkadiska blev senare det helt dominerande språket i Mesopotamien och talades i Assyrien och Babylonien.

## Staden Akkad
Akkad, även känd som Agade, var huvudstad i det landskap som dominerades av akkaderna. Staden omtalas i forntida texter, men har ännu inte kunnat identifieras av arkeologer. Flera platser har föreslagits som staden Akkad: Babylon, Sippar eller möjligen Kish, där Sargon först grep makten.

## Akkadiska imperiet
Huvudartikel: Sumer
Omkring 2300 f.Kr. besegrades sumererna av den akkadiska kungen Sargon, varvid det Akkadiska imperiet bildades. Sargon och hans efterträdare erövrade även norra Mesopotamien, den syriska staden Ebla och landet Elam i öster. Senare under historien skapades legender kring det Akkadiska imperiet som ett ärorikt förflutet för folken i Mesopotamien. Alla erövringar som i senare tid tillskrevs Sargon har inte funnit stöd i arkeologiska källor. En förvånande omständighet är även att det Akkadiska imperiet inte omtalas i det samtida forntida Egypten och vice versa. Akkadiska imperiet kan ändå betraktas som det dittills största riket och världens första imperium. Imperiet styrdes från huvudstaden Akkad, och bestod i ett århundrade innan det försvagades och föll. Ansvar för rikets fall har tillskrivits bergsstammar som sumererna kallade gutier. Sumererna återtog då makten i sina stadsstater i söder och Akkad blev slutligen underkuvat av staden Ur.

### Sargon av Akkad
Sargon påstod sig vara född under enkla förhållanden i Azupiranu (en Akkadisk stad nära Kish) som son till en simpel trädgårdsmästare och en prästinna av Ishtar/Innana (senare källor påstår att hans mor var en överprästinna, ändringen kan ha gjorts för att ge Sargon ett mer adligt ursprung). Oavsett vad som är sant verkar Sargon ha påbörjat sin karriär som munskänk åt kung Ur-Zababa av Kish, en viktig politisk roll som innebar att han tillhörde kungen inre krets. Sargon var även stadens "trädgårdsmästare" med ansvar för rensandet och upprätthållandet av stadens bevattningskanaler. Detta gav honom tillgång till en stor grupp disciplinerade och tränade arbetare som senare kan ha blivit hans första soldater. Positionen gav honom även kunskap inom ledarskap.
På okänt sätt lyckades Sargon avsätta Ur-Zababa och han kröntes själv till kung av Kish. Kung Sargon bedrev nästan omedelbart en aggressiv utrikespolitik från Kish. I slaget om Uruk besegrade han den sumeriska storkonungen Lugalzagesi som själv tidigare erövrat de andra sumeriska stadsstaterna. Hela Sumer tillföll därmed honom. Efter detta skall han fyra gånger ha invaderat Syrien och Kanaan och han skall under tre års tid ha erövrat "länderna i väst" och gjort dem till del av sitt nyblivna imperium. Detta gav honom kontroll över hela Mesopotamien. Efter att ha säkrat sina nyvunna territorier gjordes ytterligare försök att utvidga riket. I väst skall riket ha erövrat land hela vägen till medelhavets kust och kanske även dåvarande Cypern. I norr nådde riket till Zagrosbergen och hettitiska källor berättar att Sargon stred mot hettiternas kung Nurdaggal långt inne i Anatolien. I öst erövrades Elam tillfälligt och i söder plundrades områden så långt som nuvarande Oman på arabiska halvön. Sargon skulle härska över dessa områden i 56 år. Till skillnad från tidigare sumeriska kungar som under sina erövringar ofta lät stater behålla sina ursprungliga härskare bytte Sargon ut konungarna i de områden han erövrade mot adelsmän från Akkad. På så sätt säkrade han deras lojalitet.
Under Sargon utvecklades även handeln i Mesopotamien. Silver hämtades från Anatolien och Lapis lazuli hämtades från områden i nuvarande Afghanistan. I vad som nu är Libanon höggs cederträ och på arabiska halvön bröts koppar. Detta gjorde det centralt belägna Mesopotamien rikt och ökade områdets politiska inflytande även utanför rikets gränser. Akkadiska imperiets viktigaste tillgång var dock stora regnbevattnade odlingsområden i övre Mesopotamien (senare Assyrien) som gödde riket och en serie fästningar uppfördes för att beskydda området.
Efter Sargons erövringar byggdes städer och palats i området kring Akkad. Till exempel skall staden Babylon ha återuppbyggts på en ny plats där den sedan kom att ligga. Vid medelhavets östra kust restes avbildningar av Sargon för att visa hans erövringar. Perioden var dock inte fredlig. Elam och norra Mesopotamien verkar ha varit i behov av stärkt kontroll under perioden och i Sumer tvingades Sargon slå ned flera uppror. Lertavlor gällande soldatkontrakt för ytterligare kampanjer i Kaanan och mot gutierna har hittats.
Mot slutet av Sargons liv skall situationen i riket ha varit väldigt instabil. I senare Babyloniska texter står att "När han var ålderstigen, reste sig alla länder i uppror mot honom och de belägrade honom i Akkad. Men han gick till strid och besegrade dem, han slog ned dem och krossade deras stora armé". Texten tros handla om ett uppror i Elam där Sargon besegrade en koalitionsarmé under kungen av Awan. De besegrade härskarna blev sedan hans vasaller. I en annan text står att "Subartierna (ett stamfolk i Zagrosbergen i övre Assyrien) tog sin tur att anfalla. Men de gav upp för hans vapen. Sargon bosatte deras byar och han straffade dem gruvligt".
Sargon verkar ha krossat flera uppror fram till slutet av sitt liv. Något även hans söner skulle komma att kämpa med.  

#### Rimush (2278–2270 f.Kr) och Manishtushu (2269–2255 f.Kr)
Även om Sargon krossat samtliga uppror mot sitt styre gjorde det inget för att göra riket säkrare. Vid Sargons död blev hans son Rimush kung av det Akkadiska imperiet och han tvingades under sina nio år på tronen kämpa hårt för att hålla samman imperiet. Han lyckades trots flera uppror hålla samman imperiet fram tills att han mördades av sina egna hovmän. Efter Rimush tog hans äldre bror Manishtush över som konung. Manishtush skall ha deltagit i ett sjöslag mot en koalitionsarmé under 32 konungar och segrat. Han skall sedan ha erövrat delar av arabiska halvön i områdena kring nuvarande Oman och Förenta Arabemiraten. Trots sin seger och erövrandet av nya områden mördades även han i en konspiration efter femton år på tronen. 

##### Naram-sin (2254–2218 f.Kr)
Naram-sin tog över efter sin far Manishtushu och var den förste som benämnde sig som Lugal Naram-Sîn, Šar kibrat 'arbaim (Kung Nuram-sin, kung av de fyra fjärdedelarna). De fyra fjärdedelarna representerande världen. Han är även den första konungen i Sumers historia som tilltalas som "gud", i detta fall gud av Akkad. Tidigare kungar hade enbart angett sig vara representanter för gudarna. Även Naram-sin mötte uppror i början av sin tid på tronen men han krossade dem snabbt.
Under Naram-sin skall Ebla i Syrien samt ett rike kallat Armanum ha erövrats. Var Armanum låg är osäkert men staten placeras oftast i Syrien eller norr om Hamrin-bergen i norra Irak. Han skall även ha byggt ett kungapalats i Tell Brak som låg vid en viktig vägkorsning vid Khaburfloden i övre Mesopotamien för att lättare kontrollera området. Naram-sin ledde även en kampanj mot riket Magan på arabiska halvön. Riket hade erövrats under Manishtushs tid men gjorde under Namar-sins tid uppror. Kampanjen lyckades och området kuvades än en gång.
Det största hotet under Naram-sins tid verkar dock ha varit lullubiska och gutiska stammar i norra Zagrosbergen och Naram-sin ledde flera fälttåg mot området. Enligt hettitiska källor skall han även ha invaderat Anatolien och där stridit mot den hettitiska kungen Pamba och den hurritiska kungen Zipani samt femton andra kungar.
Under Namar-sin verkar Akkadiska imperiet varit i sin absoluta zenit. Detta tros bero på en period av stabilt och bra klimat, ett stort överflöd av jordbruksprodukter samt konfiskerad rikedom från de nyerövrade områdena. Ekonomin var strikt planerad, vete och olja ransonerades i standardiserade lerkrukor och delades ut. Skatt betalades i egna produkter eller arbete med statliga byggnadsverk så som murar, tempel eller bevattningskanaler. Under perioden kom även akkadiska att standardiseras som officiellt språk för riket. Sumeriskan förblev ett av många talat språk men vid administrativt arbete användes enbart akkadiska. Även elamiterna började under denna tid använda sig av mesopotamisk kilskrift.

###### Kollaps
Efter Namar-sin följde tre kungar. Först hans son Shar-kali-sharri (härskade i 25 år), sedan dennes son Dudu-? (resterande namn okänt, härskade i 21 år) och slutligen dennes son Shudurul (härskade i 15 år). Dock började riket efter Namar-sins tid att förfalla. Den direkta orsaken till detta är oklar men det verkar som att stora delar av riket under Shar-kali-sharri och Dudu börjar återgå till att vara självständiga stadsstater. Shudurul var akkadiska imperiets sista konung men riket verkar vid hans kröning redan ha krympt avsevärt. Under Shudurul verkar det som var kvar av akkadiska imperiet ha varit någorlunda stabilt fram till dess att han besegrades av invaderande gutier från Zagrosbergen. Dessa gutier skulle komma att erövra staden Akkad samt stora delar av Mesopotamien och innebar slutet för det Akkadiska imperiet.

## Akkad i senare tid

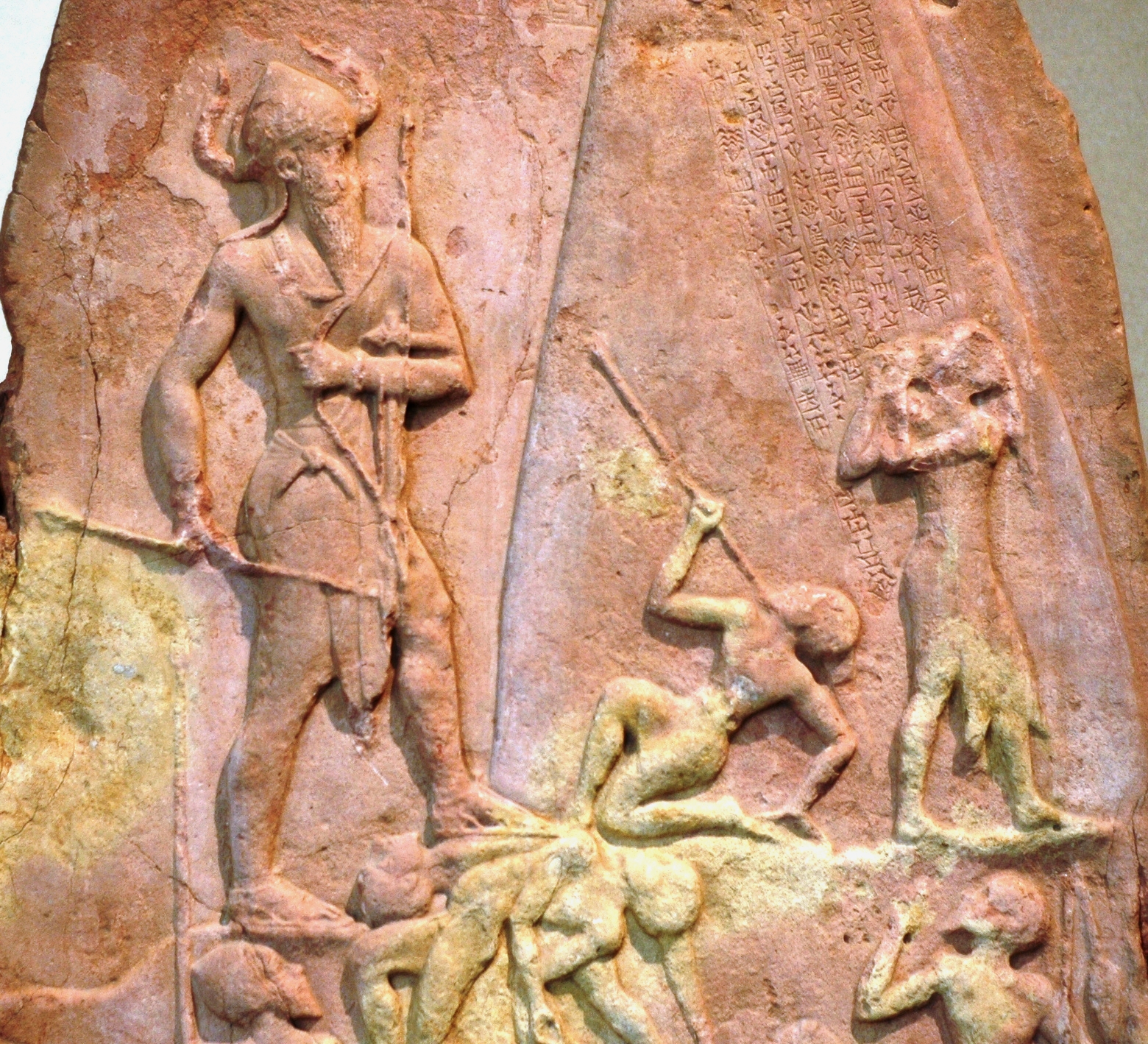
Stele rest av kung Naram-Sin av Akkad, vilken beskriver hans seger över Lullubi-folket, omkring 2200 f.Kr. Numera i Louvren.

Landskapet Akkad blev i senare tid en del av Babylonien. Babylons kungar använde sig av titeln Kung av Sumer och Akkad. Minnet av det Akkadiska imperiet och dess grundare Sargon hölls vid liv i legender i årtusenden framåt. Den assyriska kungen Sargon II tog sitt namn efter förebild av den 1600 år äldre gammalakkadiska kungen Sargon I.

## Akkads kungar
Huvudartikel:Sumeriska kungar
Gammalakkadiska kungar (årtal enligt låg kronologi).
- Sargon I Šarrum-kin  2334–2279 f.Kr.
- Rimush Rimuš  2278–2270 f.Kr.
- Manishtushu Maništušu  2269–2255 f.Kr.
- Naram-Sin  2254–2218 f.Kr.
- Shar-kali-sharri Shar-kali-šarri  2217–2193 f.Kr.

Akkadiska imperiets fall